# Niederguinea (Guinea)

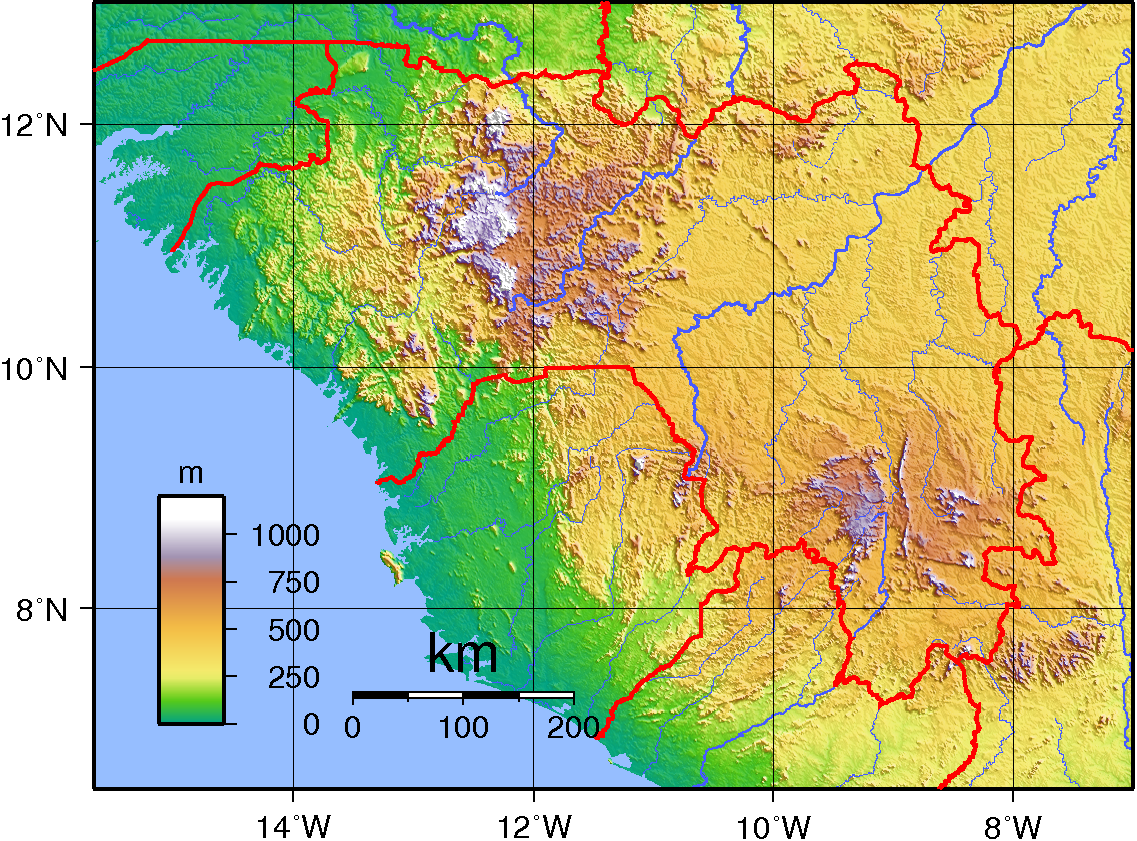
Karte Guineas. Niederguinea ist das Gebiet zwischen der Küste und der dargestellten Bergregion

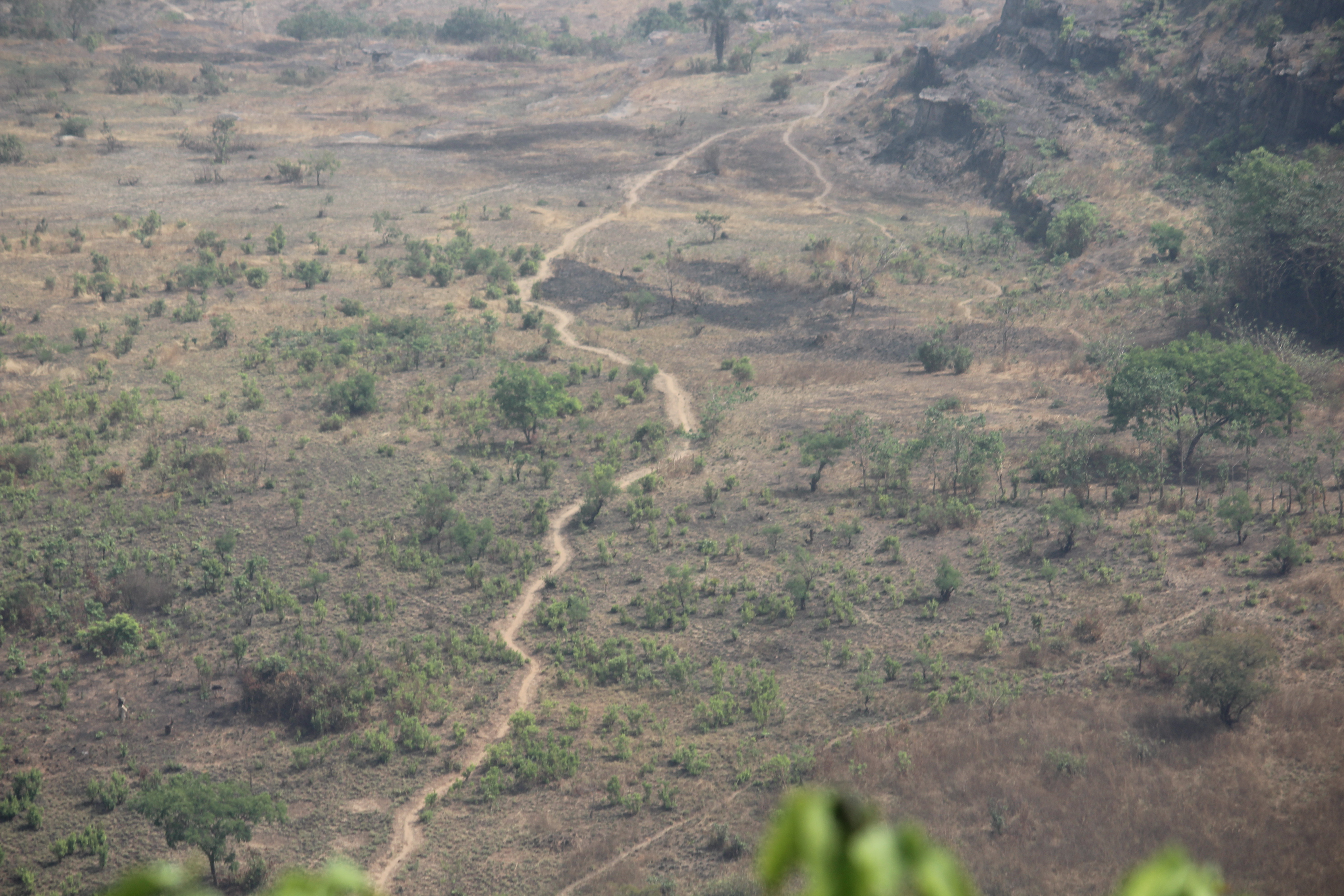
Pfad zum Gangan-Berg

Niederguinea oder Maritimes Guinea (frz. Basse Guinée oder Guinée maritime) ist eine der vier inoffiziellen, geografisch definierten Regionen Guineas. Sie liegt im Westen des Landes an der Küste und umfasst die Hauptstadtregion Conakry und damit das wirtschaftlich-politische Zentrum Guineas sowie den Westen der Region Boké und den überwiegenden Teil der Region Kindia.
Das vorherrschende Volk in Niederguinea sind die Susu, ihre Sprache ist die Verkehrssprache in Niederguinea und breitet sich auf Kosten anderer Sprachen, wie der Baga-Sprachen, Mani, Landuman und Nalu aus.

## Weblink
- Johannes Reese: Staaten und Territorien der Erde und ihre Sprachen. Guinea. In: Staaten und Territorien der Erde und ihre Sprachen. Johannes Reese, 21. Juni 2009, archiviert vom Original am 30. September 2010; abgerufen am 30. Dezember 2007 (Zu den geographischen Regionen Guineas).